# Yoo Ha-na
Yoo Ha-na  (22 de marzo de 1986, Seúl, Corea del Sur) es una actriz surcoreana.

## Carrera
Yoo ha protagonizado junto a Jimmy Lin dramas taiwaneses como  My Lucky Star, y también ha participado en el vídeo de "White Windmill" del cantante taiwanés Jay Chou.

## Filmografía

### Series
| Año  | Título                   | Papel                  | Red  | Notas        | Con           |
| 2007 | Mi Estrella De La Suerte | Xia Zhi Xing "Ah Xing" | TTV  | protagonista | Jimmy Lin     |
| 2007 | First Wives Club         | Choi Hyun-sil          | SBS  | reparto      | Lee Joon-hyuk |
| 2009 | Mis hijos tan perfectos  | Oh Eun-ji              | KBS2 | principal    | N/A           |
| 2011 | Paradise Ranch           | Park Jin-young         | SBS  | principal    | Ninguno       |
| 2011 | Lie to Me                | Ella/Cameo             | SBS  | invitada     | Ninguno       |

## Teatro
- Mad Kiss (2007)[1][2]
- Dead Poet Society (2007)[3]
- Monday P.M. (2008)[4][5]

### Teatro Musical
- Oh! While You Were Sleeping (2005)[6][7]
- Our Town (2006)[8]
- Greese (2008)[9][10][11]
- Wait for you (2009)[12][13][14]